# 2019 год в науке
В 2019 году прошли различные научные и технологические события, некоторые из которых представлены ниже.

## Январь
- 1 января — пролёт автоматической межпланетной станции NASA New Horizons вблизи объекта пояса Койпера 2014 MU69 на расстоянии 43,4 а.е. от Солнца.
- 2 января — установлено, что тонны метана, парникового газа, выбрасываются в атмосферу в результате таяния ледяных щитов в Гренландии[1][2].

## Февраль
- 22 февраля 
  - запуск первого частного космического объекта к Луне.
  - создана синтетическая молекула ДНК с восемью азотистыми основаниями (хатимодзи). Также удалось её транскрибировать[3][4]
- 25 февраля — выпущена первая microSD карта на 1 Тбайт[5][6][7]

## Март
- 1 марта — с помощью впрыскивания особых наночастиц в глаза мышей, мыши стали видеть в инфракрасном диапазоне. В результате свет в инфракрасном диапазоне впервые стал видимым[8][9][10].
- 5 марта — второй в мире случай излечения от ВИЧ-инфекции[11][12][13]

## Апрель
- 10 апреля — Впервые сделана фотография чёрной дыры[14]
- 16 апреля — на 3d биопринтере впервые распечатали живое человеческое сердце[15][16]

## Май
- 15 мая — содержание CO2 в атмосфере Земли достигло 415 миллионных долей, что является максимальным уровнем за 2 миллиона лет[17]
- 20 мая — переопределение базовых единиц СИ[18].
- 23 мая — при температуре −23 °C (−9 °F) обнаружена сверхпроводимость[19][20]

## Июнь
- 20 июня — создан новый метод микроскопии — ДНК-микроскопия[21][22]
- 21 июня — запуск российско-германского космического рентгено- и гамма-телескопа Спектр-РГ[23]

## Август
- 30 августа — впервые комета из-за пределов Солнечной системы обнаружена внутри Солнечной системы[24][25][26]

## Сентябрь
- 6 сентября — при помощи компьютерного приложения Charity Engine решена проблема суммы трёх кубов для числа 42[27][28][29]

## Октябрь
- 21 октября — одобрена первая тройная терапия лечения муковисцидоза[30][31]
- 23 октября — Google объявил о создании 53-кубитного квантового компьютера
- При помощи квантового компьютера удалось существенно снизить время компьютерных вычислений, чем удалось достичь квантового превосходства[32]

## Декабрь
- 5 декабря — объявлено о создании онколитического вируса CF33.[источник не указан 1167 дней]
- 18 декабря — состоялся запуск европейского космического телескопа CHEOPS[33].
- 20 декабря — одобрена первая вакцина против геморрагической лихорадки Эбола[34][35][36].